# Gövdeli (Pertek)
Gövdeli ist ein Dorf (Köy) im Landkreis Pertek der türkischen Provinz Tunceli. Im Jahr 2011 lebten in Gövdeli 26 Menschen. In den 1960er Jahren hieß die Ortschaft Tahsu. Der ursprüngliche und kurdische Ortsname lautet Taxsiyan.